# جو جيبيا
جوزيف جيبيا جونيور (من مواليد 21 أغسطس 1981) هو ملياردير أمريكي ورائد أعمال على الإنترنت. وهو أحد مؤسسي إير بي إن بي وكبير مسؤولي الإنتاج فيها.

## النشأة
ولد جو جيبيا في 21 أغسطس 1981 في أتلانتا، جورجيا،   ابن إيلين وجو جيبيا.  لديه أخت واحدة، كيمبرلي. التحق بمدرسة بروكوود الثانوية في جورجيا. تخرج في عام 2005 من كلية رود آيلاند للتصميم في بروفيدنس، رود آيلاند، حيث حصل على درجة البكالوريوس في الفنون الجميلة في التصميم الجرافيكي والتصميم الصناعي؛ وقام بدورات دراسية في مجال إدارة الأعمال في جامعة براون ومعهد ماستشوستس للتكنولوجيا،   التقى في الكلية ببراين تشيسكي، الذي أصبح فيما بعد زميله في السكن والمؤسس المشارك لشركة إير بي إن بي. 

## مسيرته المهنية
بعد تخرجه من كلية رود آيلاند للتصميم، انتقل إلى سان فرانسيسكو. حصل جيبيا على وظيفة في سان فرانسيسكو، بينما انتقل تشيسكي إلى لوس أنجلوس. أقنع جيبيا صديقه براين تشيسكي بالانتقال إلى سان فرانسيسكو عام 2007 لبدء عمل تجاري معًا. عندما ترك جيبيا وتشيسكي وظيفتهما، رفع صاحب المنزل إيجارهما ولذا كانا في حاجة إلى المال. ولكي يجمعوا المال اللازم لسداد أقساط شقتهما، قام برايان تشيسكي وناثان بليكارسزيك وجو جيبيا بشراء بعض أسرة نوم بلاستيكية تنفخ بالهواء، وكان أول المستأجرين ثلاثة ضيوف هم سائح هندي عمره 30 عاما، وسيدة من بوسطن، وأميركي من ولاية يوتا، ودفعوا كلهم 80 دولارا في الليلة الواحدة. فشل الفريق في الحصول على تمويل لإنشاء شركتهم، لذلك صمّموا علب حبوب الطعام تحت اسم أوباما أو، وكابن ماكينز والمستوحاة آنذاك من أسماء المرشحين الرئاسيين لعام 2008، باراك أوباما وجون ماكين. وعندما أطلع جيبيا، بول غراهام مؤسس واي كومبيناتور، على مشروعهم، أبدى غراهام إعجابه بالموقع، وقدم لهم التمويل الأولي عام 2009. أطلق جيبيا موقعه لتأجير المنازل والشقق إير بي إن بي، عام 2008، وكان يشغل منصب مدير الإنتاج في الشركة، واستطاع أن يحقّق للشركة نقلة نوعية في عالم أعمال السفر عام 2015، كما تمكن من التوسع في أسواق جديدة مثل أفريقيا وكوبا. يشغل حاليًا منصب عضو مجلس إدارة إير بي إن بي ومستشار بصفته عضوًا في مجلس إدارة.